# Pancratiuskerk (Wolsum)
De Pancratiuskerk is een kerkgebouw in Wolsum, gemeente Súdwest-Fryslân, in de Nederlandse provincie Friesland.

## Beschrijving
De naar de heilige Pancratius genoemde kerk werd gebouwd rond 1870. De zaalkerk met eclectische elementen heeft een driezijdige koorsluiting en een houten geveltoren met ingesnoerde spits. In de toren hangt een klok uit de 15e eeuw. De preekstoel dateert uit de 17e eeuw. Het orgel uit 1915 is gebouwd door L. van Dam en Zonen. Het kerkgebouw is een rijksmonument.

## Afbeeldingen

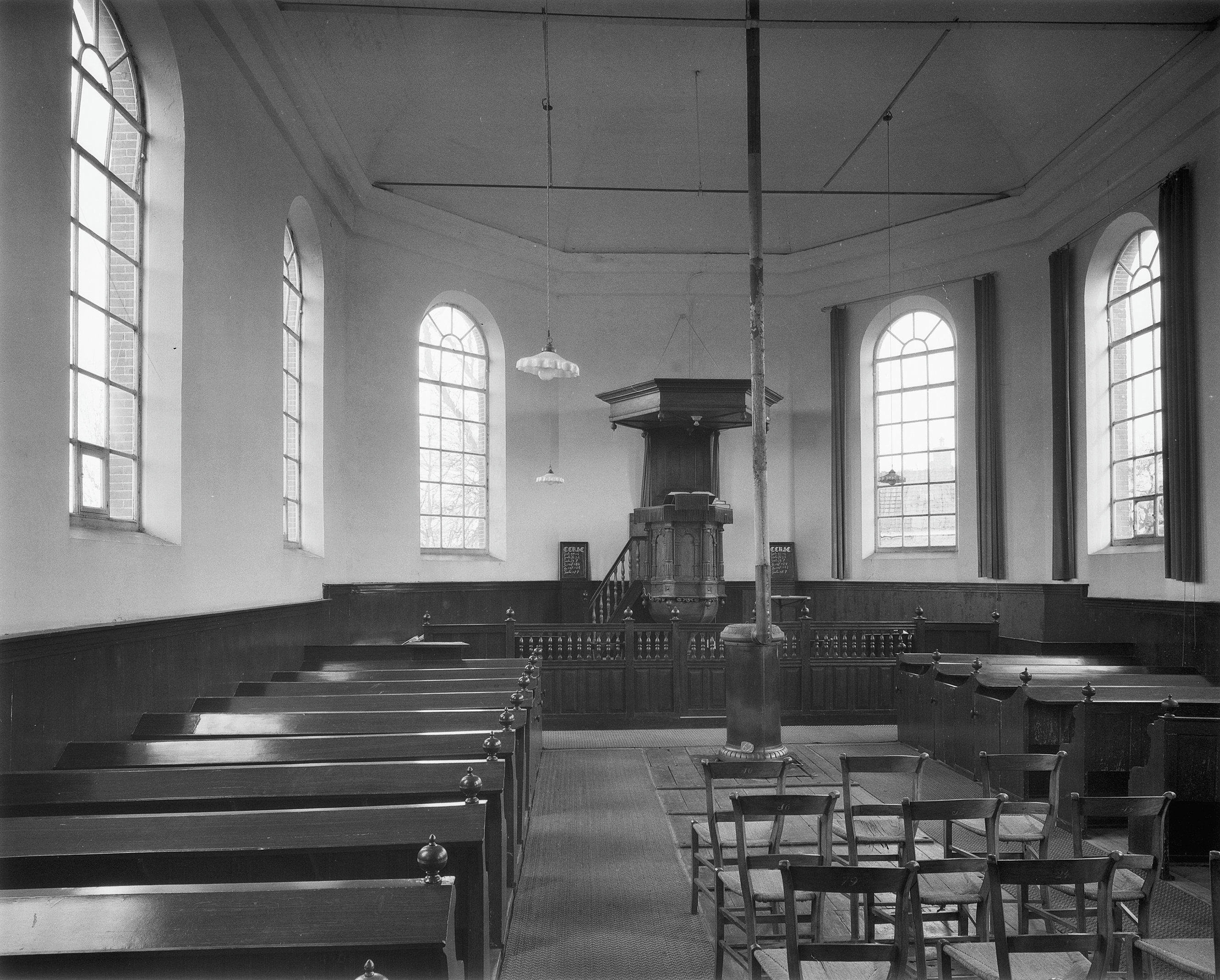
Interieur met preekstoel (1959)
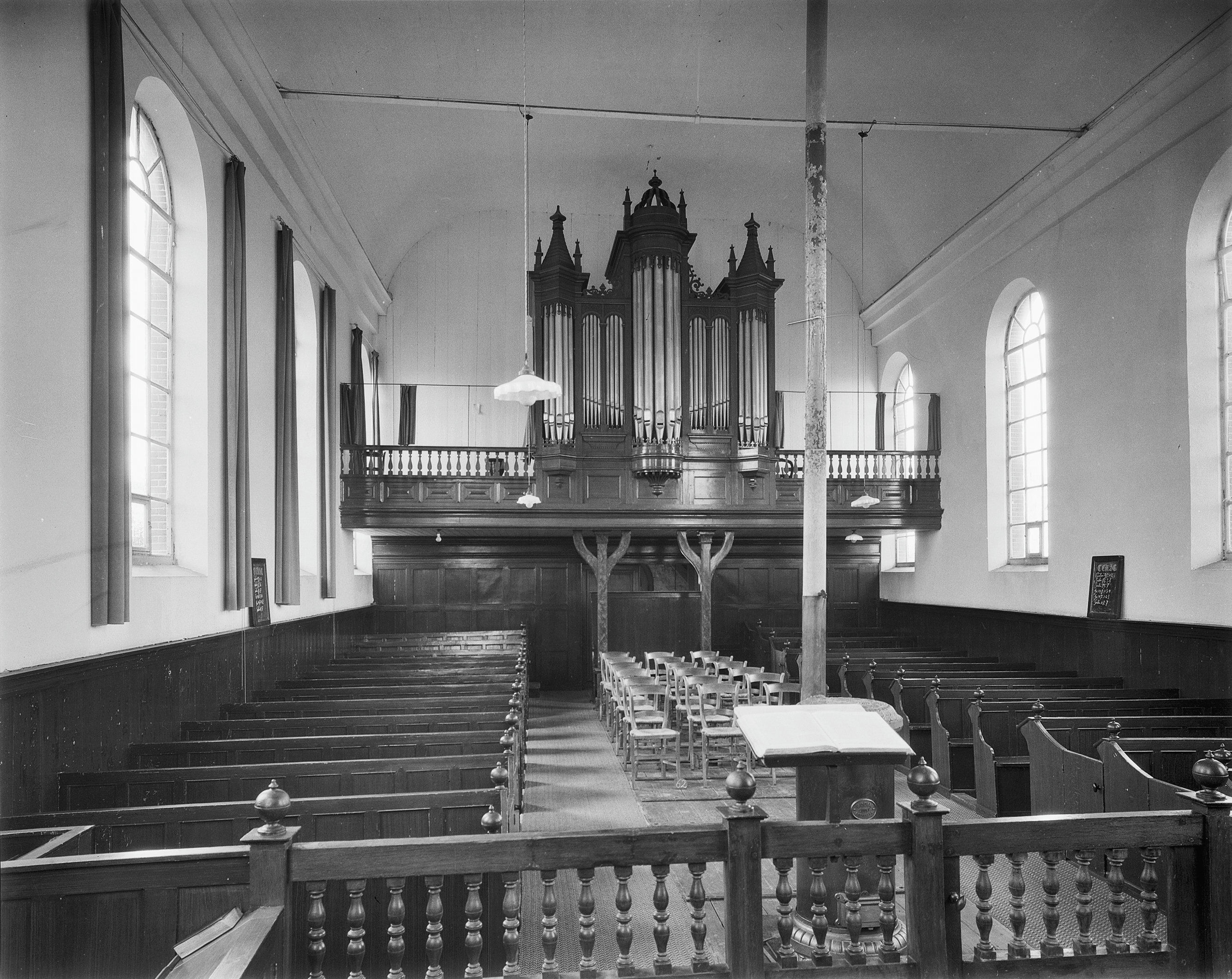
Interieur met orgel (1959)
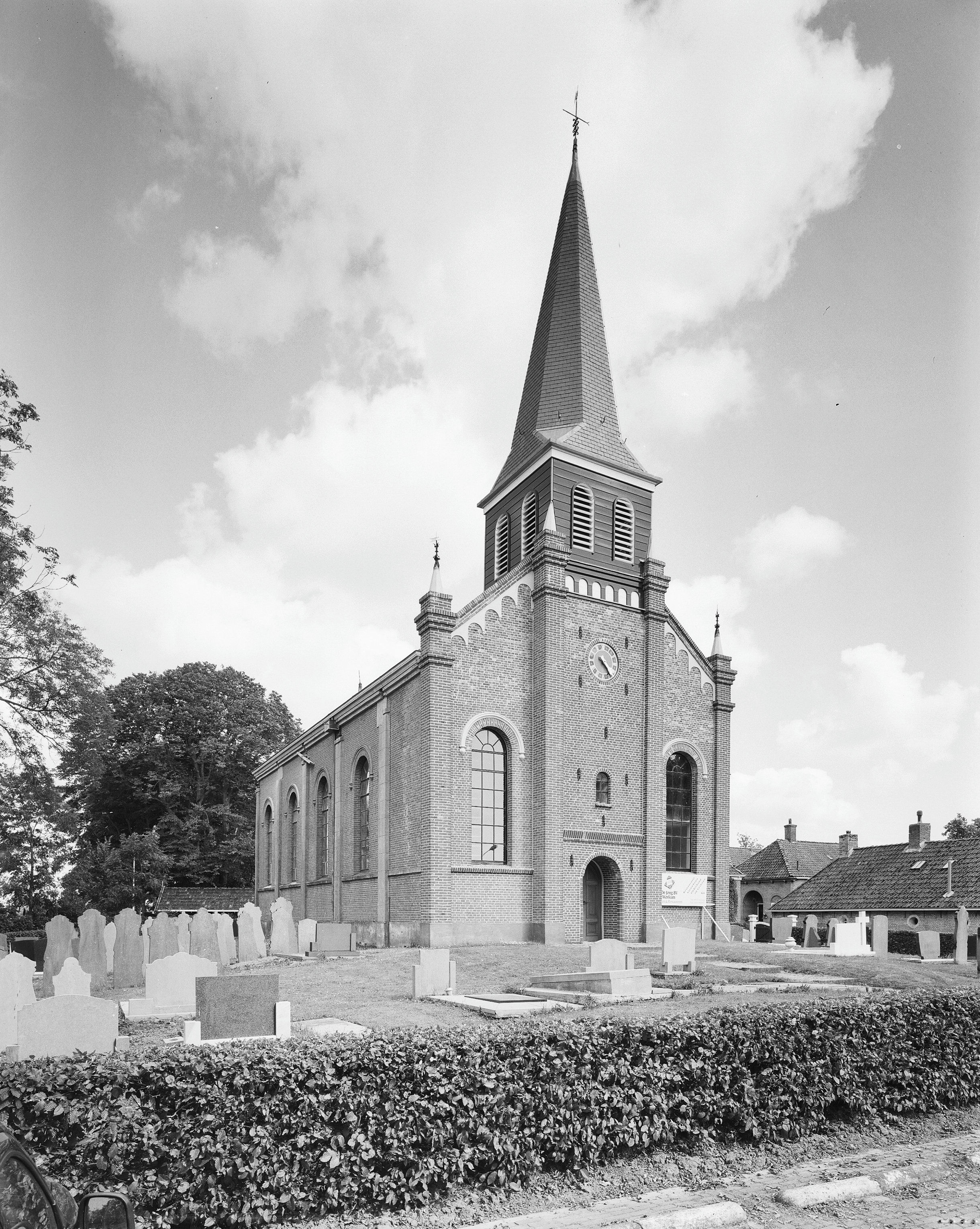
kerk in 2000
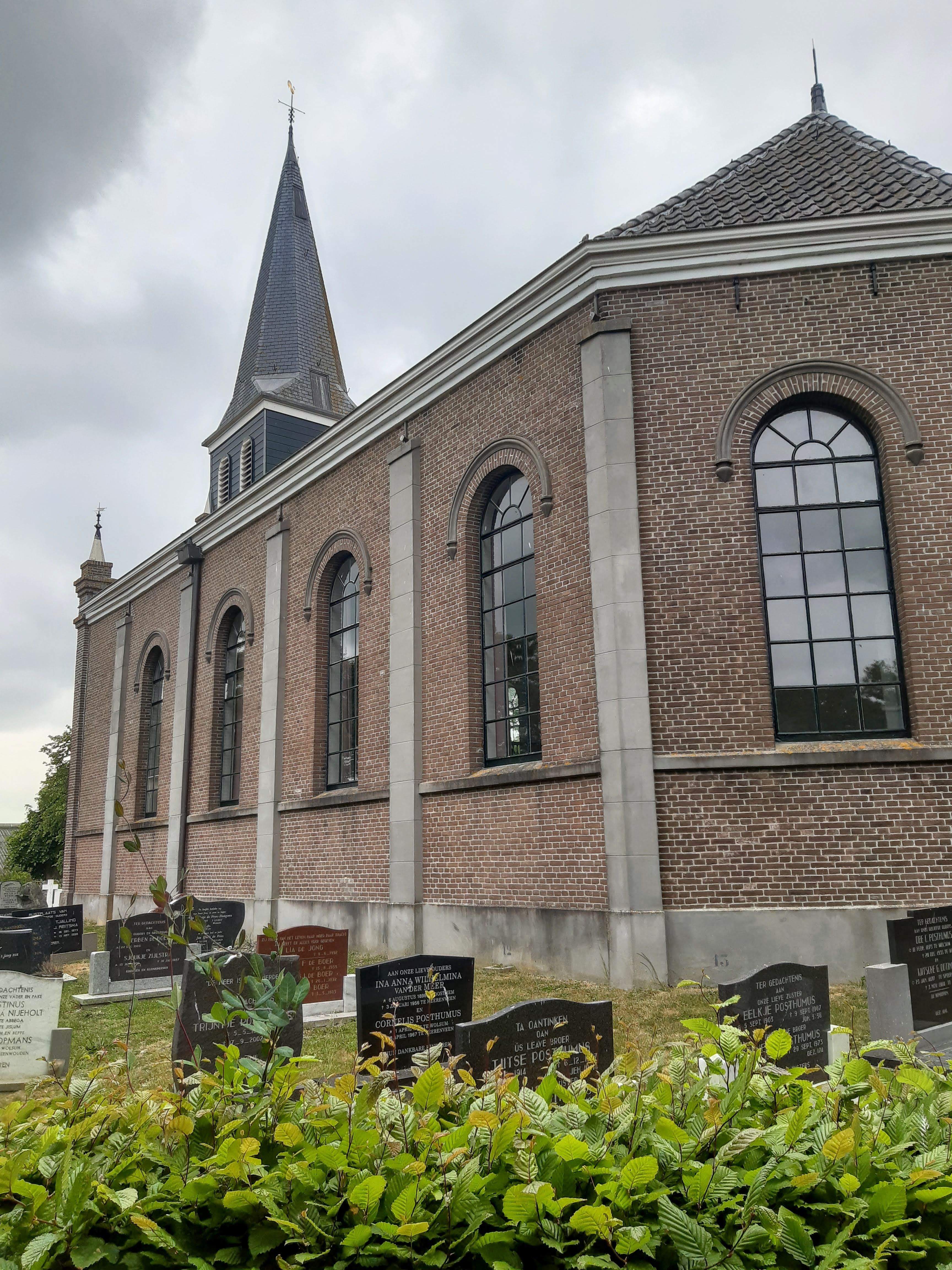
kerk in 2020